# Eemvaart
De Eemvaart of Eemse Vaart was een voorgestelde kanaalverbinding tussen Utrecht en de Eem.
Vanaf de 17e eeuw bestonden er diverse plannen voor een vaart tussen de stad en de rivier de Eem, om Utrecht een snelle en betrouwbare verbinding met de Zuiderzee te geven.
De afdamming van de Kromme Rijn bij Wijk bij Duurstede in 1122 verlaagde het waterpeil in de Vecht. Ook maakten de vele bochten en bruggen de doortocht voor zeilschepen moeizaam. Het grootste bezwaar was echter dat het noordelijke gedeelte van de Vecht over Hollands grondgebied liep, met een tol bij Muiden.
In de 17e eeuw had de stad nauwelijks aandeel in de economische bloei van de Republiek. Om de stad bij de binnen- en buitenlandse handel te betrekken was een nieuwe verbinding met de Zuiderzee nodig. Deze moest zo kort mogelijk zijn en bovendien volledig op grondgebied van het gewest Utrecht liggen. Een verbinding tussen de stad en de rivier de Eem bij Soestdijk kwam het meest in aanmerking.
Met de aanleg van de Keulse Vaart in 1821-25 kwam er een definitief einde aan alle plannen voor een Eemvaart.

## Plan Ruysch

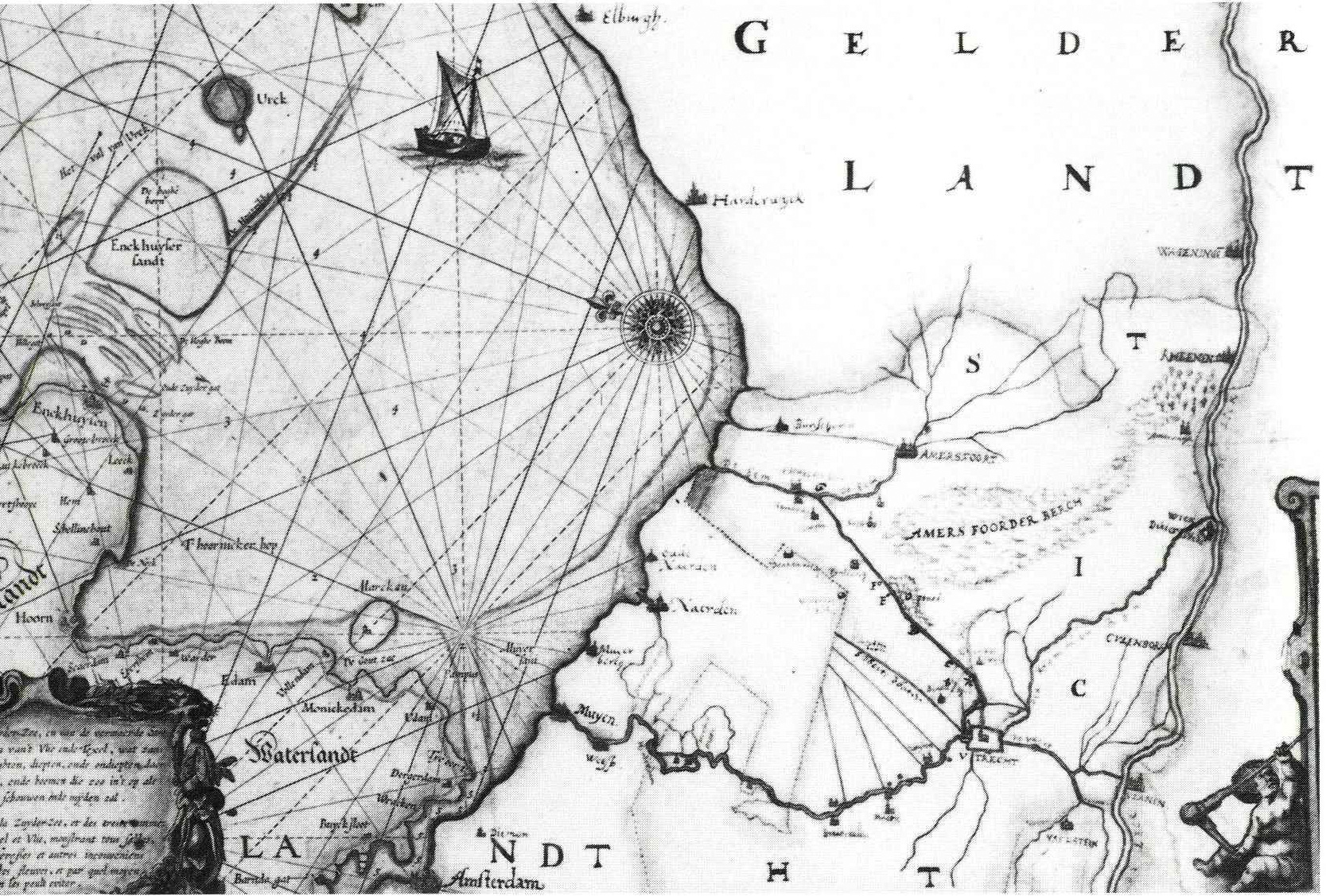
Deel van "Caerte van de Zuyderzee, en van de vermaerde Stromen ende Gaten van 't Vlie ende Texel enz" uit 1621, met ingetekend de loop van de Eemvaart door H. Ruysch (1641)

Op 31 augustus 1640 werd de zaak in de vergadering van de vroedschap van Utrecht besproken, op 29 oktober 1640 in de statenvergadering. Besloten werd tot de samenstelling van een commissie voor de aanleg van de Eemvaart. 
De Utrechtse landmeter Paulus Ruysch diende op 27 maart 1641 twee ontwerptracés in. Het eerste tracé liep vanaf de Stadsbuitengracht bij de Plompetoren via de Biltsche Grift naar de Gildbrug, langs de Biltstraat, dan naar het noordoosten tot aan de bestaande Engelse vaart en Praamgracht tot aan de Eem.

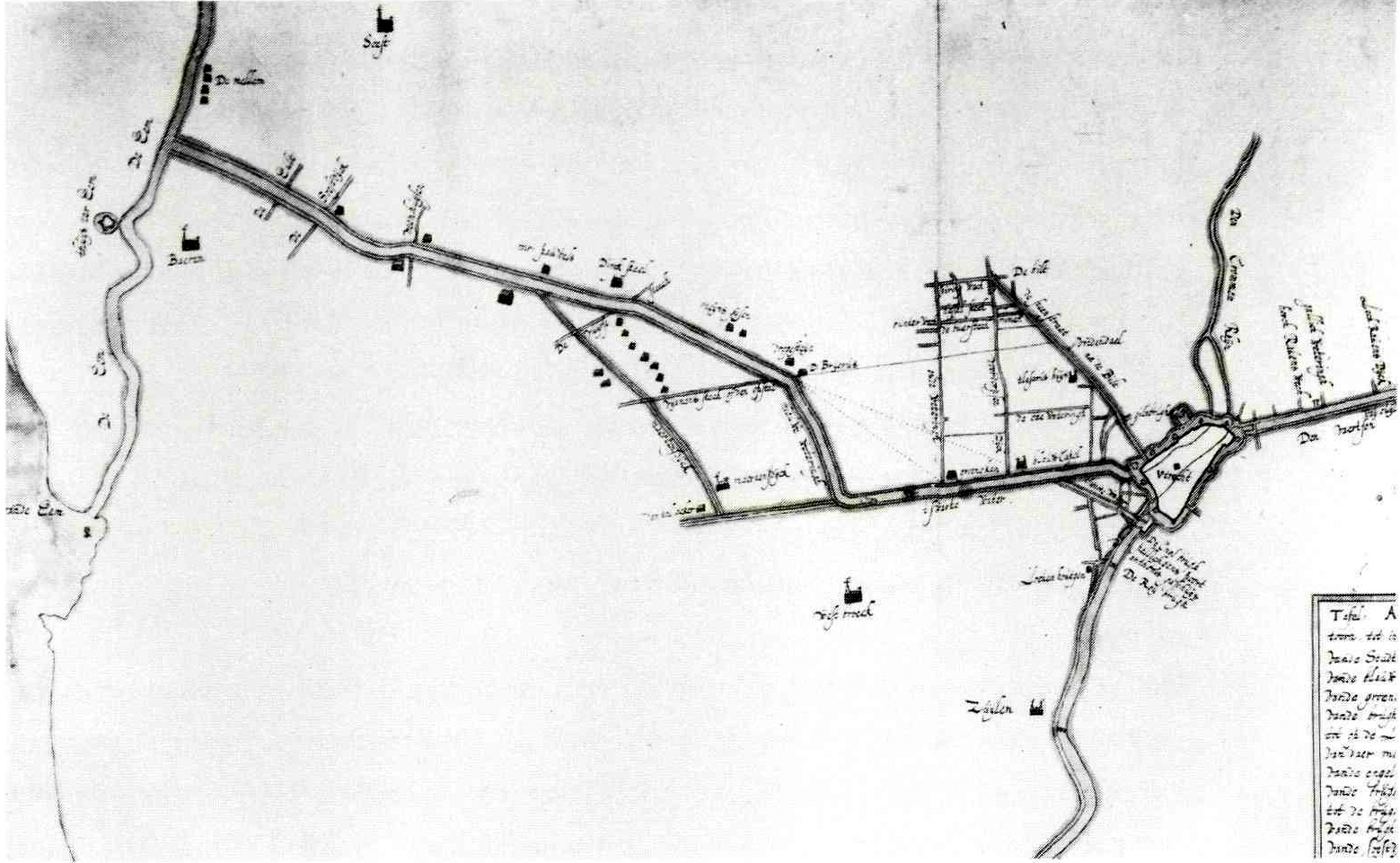
Tracé 2, ingekleurde tekening door H. Ruysch, 1641

Het tweede tracé begon eveneens vanuit de Stadsbuitengracht, nu ter hoogte van het bolwerk Wolvenburg, volgde over een afstand van enkele honderden meters de Biltse Grift en boog dan noordwaarts af. Via de Maartensdijkse Vaart zou het dan aansluiten op de Engelse vaart en Praamgracht. Dit tracé was iets langer maar maakte minder graafwerk noodzakelijk.
Het tracé kan men indelen in drie sectoren:
- Tussen de stad Utrecht en de Nieuwe Wetering bestond het terrein uit vlak ontginningsgebied met bouw- en hooilanden. Graven zou weinig moeilijkheden opleveren, wel zouden de verwervingskosten van de bouwlanden hoog zijn.
- Vanaf de Nieuwe Wetering lagen dunbevolkte, woeste terreinen: heidevelden, duinen, zandverstuivingen en veenputten. De verwerving van de gronden zou hier weinig kosten. De technische uitvoering van de graafwerkzaamheden was moeilijker in verband met de hoogte van het terrein en de samenstelling van de bodem.
- Het derde deel van De Eult tot aan de Eem liep over vruchtbare landbouwgronden. Verwerving van grond zou hier kostbaar zijn.

Om het water op stadspeil te houden was een sluis bij De Eult nodig. Ook bij Utrecht zou mogelijk een sluis aangelegd moeten worden om de watertoevoer in de Vecht te reguleren.
Mogelijk wegens het te verwachten lage rendement van de investeringen werden de plannen niet doorgezet. Het rendement van de meeste trekvaarten was namelijk gebaseerd op het vervoer van personen over korte afstanden. De Eemvaart verbond echter geen nabijgelegen bevolkingscentra.

## Commissie tot de Eemse vaert

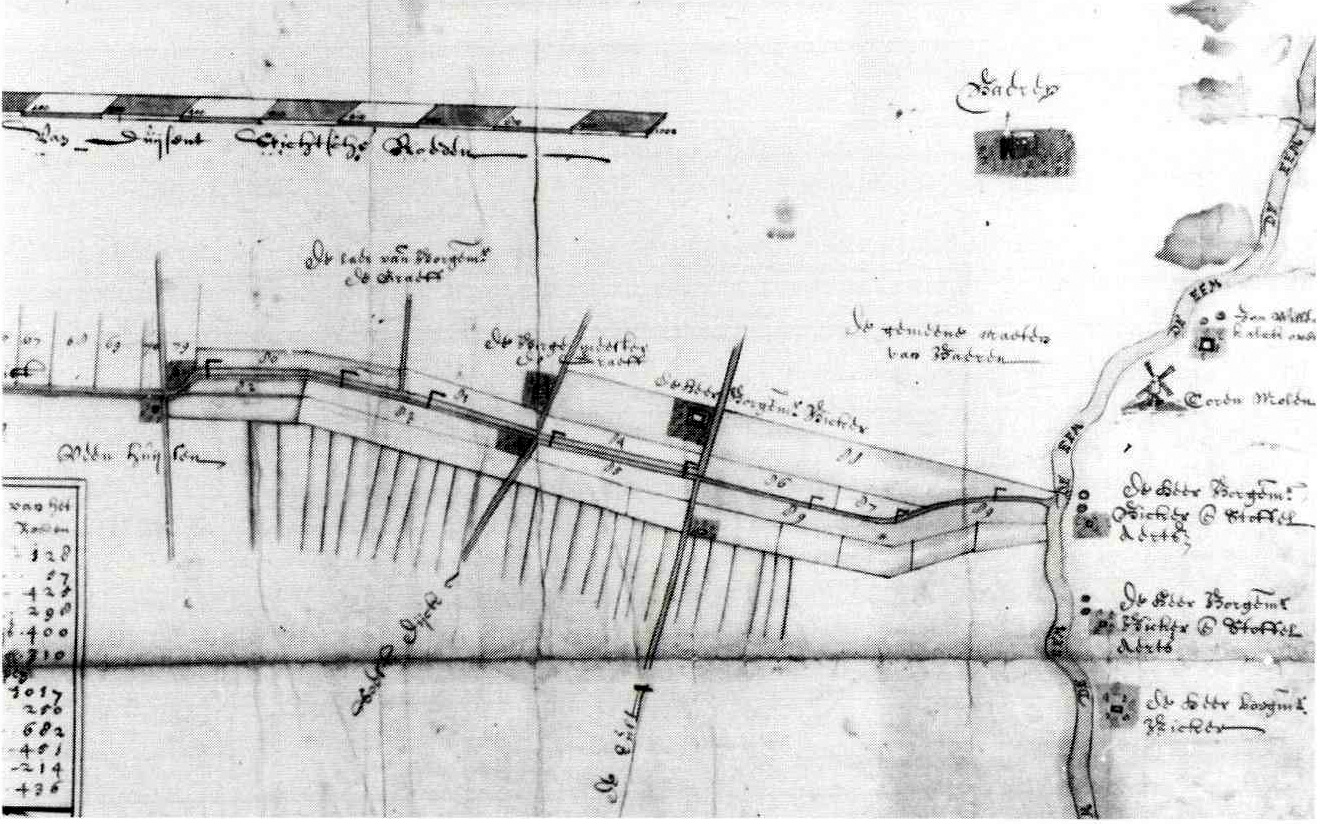
De Praamgracht, tekening van Bernard de Roy, ca. 1663. Niet minder dan acht schutten waren hier nodig om het waterpeil te reguleren.

In de periode 1660-1665 kwam het project weer naar voren en werd door de vroedschap en Staten van Utrecht een gezamenlijke 'commissie tot de Eemse vaert' ingesteld.
Paulus Ruysch en Johannes Dou dienden in 1661 beiden een technische beschrijving en begroting in. Hun ontwerptracés komen nagenoeg overeen met het tweede ontwerp van Ruysch uit 1641.
Het nieuwe tracé van Ruysch liep langs het Oude Grachtje bij Soest, wat het iets korter maakte maar ook verschillende nadelen opleverde.
Omdat men twijfelde over het rendement van de exploitatie zou de aanleg uit algemene middelen gefinancierd moeten worden. Het meest voor de hand liggend was een tolheffing en impostheffing op goederen. Ook zou het waterpeil in de Vechtstreek beter gereguleerd kunnen worden, en een bijdrage door de belanghebbende waterschappen werd daarom verwacht. De Eemvaart zou ook een verbetering betekenen voor het turftransport naar de kalkovens langs de Eem. Ook de schippers en exploitanten van de kalkovens zouden dus bij kunnen dragen in de kosten.
In dezelfde periode waren nog twee andere projecten in uitvoering: De aanpassing van de Leidse Rijn tussen Utrecht en Leiden en de plannen tot stadsuitbreiding van Hendrick Moreelse uit 1664. In deze plannen was ook de Eemvaart opgenomen.
Ondanks verdere vergaderingen van de Staten en de vroedschap van Utrecht kwam het niet tot werkzaamheden. Met het uitbreken van de Tweede Engels-Nederlandse Oorlog in 1665, en de daaropvolgende economische recessie kwam een einde aan de plannen.

## Everard Meyster

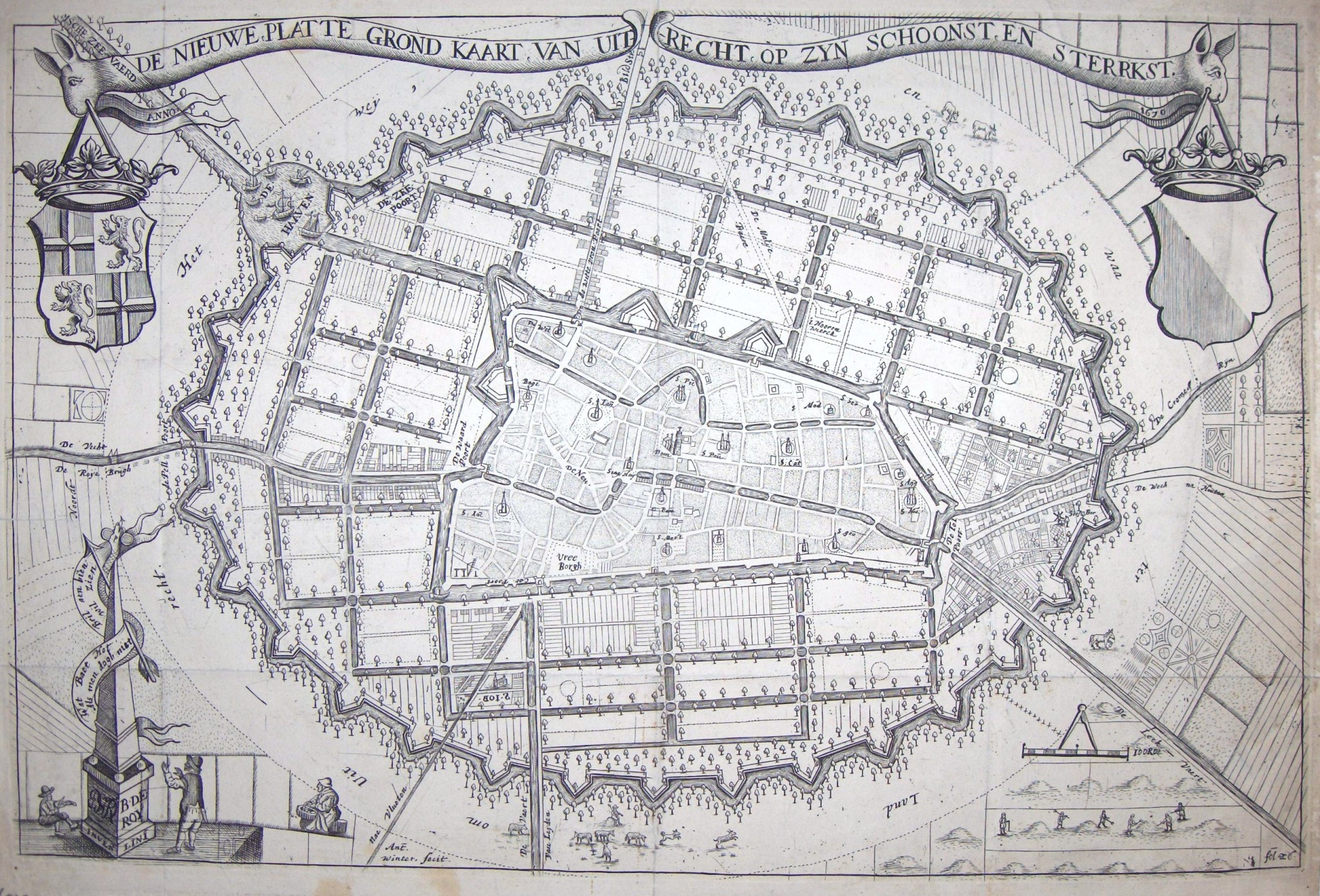
Plan van Everard Meyster met rechtsboven het havenbekken

Op nieuwjaarsdag 1670 verschenen twee pamfletten van Everard Meyster: Gerymde Bedenckingh of: ontwerp om Uitrecht op sijn schoonst en sterkst te vergrooten en Deductie ofte bewijsselicke bedencking: belangende d'Eemsche zee-vaerd op Stichts eygen bodem nut-dienstelijk te graven.
In deze pamfletten vindt men alle argumenten voor de aanleg van de Eemvaart terug. Bij het pamflet Gerymde Bedenkingh is een plattegrond van het uitbreidingsplan van de hand van Bernard de Roy opgenomen. In de noordoosthoek van de stad is een cirkelvormige haven ingetekend, met een brede vaart in de richting van de Eem.
In juni 1672 namen Franse troepen de stad Utrecht in. Twee jaar later, in 1674, liet een orkaan een spoor van vernielingen achter.
Naar aanleiding van de bouw van zeesluizen te Muiden in 1673-1674 werd het project weer actueel. Bernard de Roy vervaardigde in 1675 een nieuwe, globale tracékaart met hoogtemetingen. Het plan verdwijnt daarna weer.

## Provinciale Utrechtsche Geoctroyeerde Compagnie

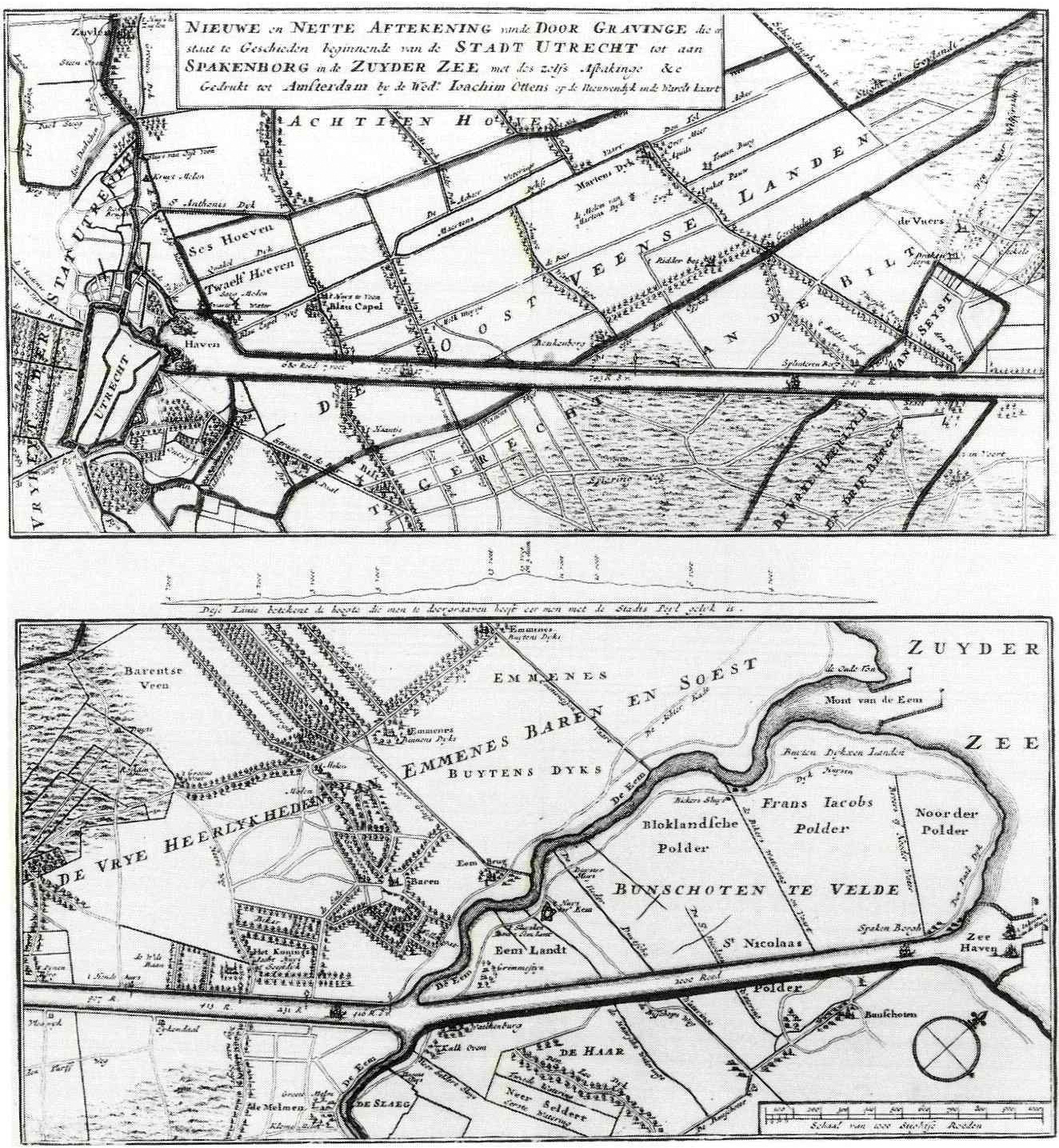
Kaart van het Eemvaartprojekt van de Compagnie van Commercie en Assurancie. Opmerkelijk is het ontbreken van sluizen en bruggen. Kopergravure, ca. 1720

In 1720 pakte de Provinciale Utrechtsche Geoctroyeerde Compagnie het Eemvaartproject weer op. Deze onderneming wilde de handel en nijverheid bevorderen, onder andere door de aanleg van een Eemvaart. Om potentiële geldschieters te interesseren liet de Compagnie een kaart met toelichting drukken onder de titel Nieuwe en nette aftekening van de Door Gravinge die staat te geschieden beginnende van de Stadt Utrecht tot aan Spakenborg in de Zuyder Zee met des zelfs Afbakinge etc.
Het tracé op deze kaart toont een sterke gelijkenis met de kaart van Bernard de Roy uit 1675. De Eemvaart mondt in dit plan echter niet uit in de Eem, maar kruist deze ter hoogte van Soestdijk en is dan doorgetrokken tot aan de Zuiderzee bij Spakenburg, waar ook een haven geprojecteerd is.
De technische uitwerking van dit plan liet nogal te wensen over. Nergens zijn sluizen aangegeven of voorzieningen tegen hoogwater uit de Zuiderzee. Het belangrijkste bezwaar was echter de Compagnie zelf, welke op windhandel berustte. Tot daadwerkelijke werkzaamheden kwam het niet.